# Xã Fulton, Quận Webster, Iowa
Xã Fulton (tiếng Anh: Fulton Township) là một xã thuộc quận Webster, tiểu bang Iowa, Hoa Kỳ. Năm 2010, dân số của xã này là 420 người.